# Fenolhet (Alta Garona)
Fenolhet (francès Fenouillet) és un municipi francès situat al departament de l'Alta Garona, a la regió Occitània.